# Carlo Tagliabue
Carlo Tagliabue (ur. 13 stycznia 1898 w Mariano Comense, zm. 5 kwietnia 1978 w Monzy) – włoski śpiewak operowy, baryton.

## Życiorys
Studiował w Mediolanie u Leopoldo Gennaia i Annibale Guidottiego. Debiutował w 1922 roku w Lodi rolą Amonastra w Aidzie. Występował w São Paulo i Rio de Janeiro (1924), Lizbonie (1925–1926) i Hawanie (1928–1930). W latach 1930–1943 i 1946–1953 śpiewał w mediolańskiej La Scali. Występował także w Teatro Colón w Buenos Aires (1934), Covent Garden Theatre w Londynie (1938, 1946) i Metropolitan Opera w Nowym Jorku (1937–1939). Zasłynął przede wszystkim rolami w operach Richarda Wagnera i Giuseppe Verdiego. W 1934 roku w Rzymie kreował rolę Basilia w prapremierowym przedstawieniu opery Ottorino Respighiego La fiamma. Dokonał licznych nagrań płytowych, zarówno pojedynczych arii, jak i kompletnych przedstawień operowych dla wytwórni m.in. Cetra, Columbia Records, EMI i Remington. W 1960 roku zakończył karierę sceniczną.